# Basilica di Sant'Orsola
La Basilica di Sant'Orsola è una basilica di Colonia. 
Al suo interno sono custoditi i resti delle compagne di Sant'Orsola.

## Storia e descrizione

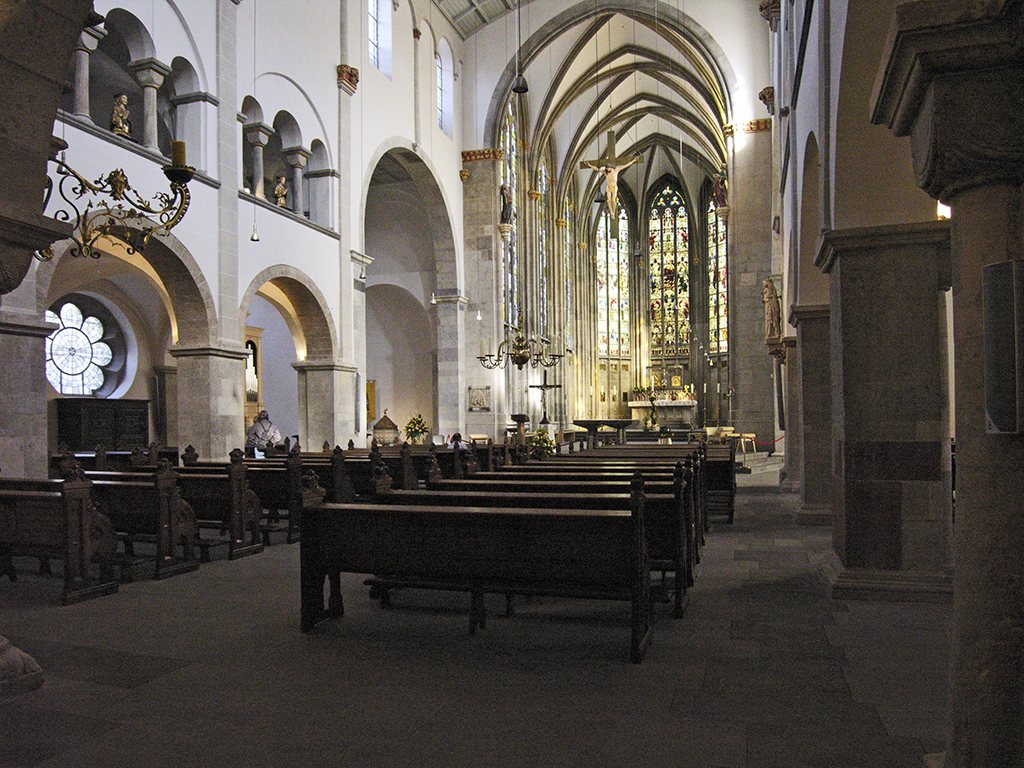
Interno della Basilica

L'edificio, iniziato nel XII secolo, sorge sulle rovine di un cimitero costruito in età romana. È una delle dodici chiese romaniche di Colonia ed è stata designata Basilica Minore il 25 giugno 1920. Mentre le navate e il campanile principale presentano un aspetto tipicamente romanico, il coro è stato ricostruito in stile gotico, databile alla fine del XIII secolo.
La parte sud fu gravemente danneggiata dai bombardamenti del 1942 e pertanto dovette essere sottoposta a lunghi restauri.
La Basilica è nota per la sua Goldene Kammer ("camera d'oro"), contenente le ossa di molte delle 11.000 vergini martirizzate con Orsola (le cui reliquie si trovano invece perlopiù a Bruges) ad opera degli Unni: vi sono anche resti maschili, presumibilmente appartenuti ai marinai della flotta di Orsola, parimenti morti nel grande massacro. I barbari avrebbero quindi gettato in una fossa comune molte delle vittime, che qui rimasero fino al loro ritrovamento, avvenuto in età medievale, donde appunto la decisione di edificare la Basilica dedicata alla principessa. Nel Reliquiario furono aggiunti, poco tempo dopo, i resti di un altro uomo, insieme all'epigrafe recante il suo nome, "Etherius": questi fu subito fatto coincidere con lo sposo della santa, il principe britannico Conan Meriadoc, che secondo quanto riportato da alcuni testi agiografici, dove è noto perlopiù come Ereo o Etereo, sarebbe stato anch'egli ucciso a Colonia insieme al suo seguito di dignitari e valletti. In realtà il marito di Orsola non subì il martirio, mai infatti riconosciuto dalla Chiesa Cattolica; inoltre esami condotti sull'Etherius di Colonia, che si trova tuttora nella Basilica, hanno appurato che si trattava di una persona vissuta in età tardomerovingia (peraltro il vero Conan è sepolto in Francia).